# 70 العذراء b
70 العذراء b هو كوكب خارج المجموعة الشمسية مؤكد يقع على مسافة تقارب 59 سنة ضوئية في كوكبة العذراء يدور الكوكب حول نجم من نجوم النسق الأساسي النوع-G يسمى في تسمية فلامستيد الدليلة 70 العذراء. اكتشف الكوكب من قبل جيفري مارسي وR. بول بتلر باستخدام أسلوب قياس السرعة الشعاعية للنجم المضيف (مطيافية دوبلر) وأعلن عن هذا الاكتشاف في 17 يناير عام 1996. نجم 70 العذراء كان من أحد أوائل النجوم المؤكدة التي تستضيف كواكب تدور حولها.

## خصائص
70 العذراء b عملاق غازي كتلتة تعادل 7.5 مرة كتلة كوكب المشتري، يبعد نحو 0.484 وحدة فلكية عن النجم المضيف وتستغرق فترتة المدارية 116 يوما في مدار ينحرف 0.4007 درجة. ومن المتوقع أن يكون مقدار جاذبيته السطحية حوالي ستة إلى ثمانية أضعاف جاذبية المشتري السطحية. في الوقت الاكتشاف في يناير عام 1996، كان يعتقد أن النجم يبعد عن الشمس 29 سنة ضوئية مما أدى إلى تقدير اقل لسطوع النجم الفعلي مما هو علية فالواقع بناء على قدرة الظاهري. ونتيجة لذلك، كان يعتقد أن مدار الكوكب ضمن النطاق الصالح للحياة لنجم 70 العذراء لذلك لقب الكوكب بجولدي لوكس (Goldilocks) يقصد بذلك أنة كوكب في النطاق الصالح للسكن (ليس باردا جدا أو حار جدا). وأظهرت بعثة هيباركوس في وقت لاحق أن النجم كان أبعد من المسافة المقدرة سابقاً، وبالتالي أكثر سطوعاً مما أدى إلى استنتاج أن الكوكب ساخن جدا ليكون في المنطقة الصالحة للحياة.

## وصلات خارجية
- Jean Schneider (2011). "Notes for Planet 70 Vir b". موسوعة الكواكب خارج المجموعة الشمسية. مؤرشف من الأصل في 2020-01-25.
- SolStation: 70 Virginis